# Monsters (serie de televisión)
Monsters es una serie antológica de horror que originalmente se estrenó entre 1988 hasta 1991 y relanzada en el canal Sci-Fi (ahora conocido como Syfy) durante la década de 1990.
La serie tiene al mismo productor (Richard P. Rubinstein) que Tales from the Darkside, y de alguna manera es considerada su sucesora (que terminó el mismo año en que ésta se estrenó). Sin embargo, difería en algunos aspectos; mientras que su predecesora a veces incursionó en historias de ciencia ficción o fantasía, esta serie fue estrictamente terrorífica. Como su nombre lo indica, cada episodio (con muy pocas excepciones) presenta una historia independiente con un monstruo diferente, desde una marioneta animatrónica de un programa de televisión infantil ficticio hasta ratas de laboratorio mutadas como armas.
La serie presentó cameos de celebridades como: Anne Meara, Jerry Stiller, Laura Branigan, Troy Donahue, Linda Blair, Deborah Harry, Kaye Ballard, Imogene Coca, Farley Granger, Pam Grier, Wil Wheaton y Meat Loaf.

## Sinopsis
La presentación del show comienza con una vista aérea de un barrio suburbano de clase media, acercándose a lo que parece ser una típica casa. La cámara entra en este escenario inocente mientras un padre e hija se sientan frente a un televisor. La madre entra, revelándose como un cíclope cornudo, empujando un carrito y comentando: «Cariño, es hora de la familia, debe haber algo en televisión». La hija se precipita hacia el carrito, también un cíclope cornudo con manos verdes, exclama mientras ve los bocadillos: «¡Oh, guau, animalitos dulces!». Mientras la madre y la hija se ponen cómodas, el padre, un humanoide parecido a una patata con una mano en forma de raíz, hace un ruido de sorpresa cuando la madre exclama: «¡Es nuestro programa favorito!». La hija responde  «Shh, está comenzando». Cuando la cámara enfoca la cara del padre, su risa baja se transforma en una risita aguda cuando el título llena la pantalla.
Cada episodio es un cuento independiente y ninguno de los episodios se conectan entre sí; presentando una variedad de monstruos desde plantas devoradoras de hombres hasta alienígenas amistosos del espacio exterior.

## Adaptaciones
Relatos como "The Moving Finger" de autores conocidos como Stephen King también se adaptaron a los episodios de la serie.
| Temporada 1 01.- The Feverman (22 oct 1988) 02.- Holly's House (29 oct 1988) 03.- New York Honey (5 nov 1988) 04.- The Vampire Hunter (12 nov 1988) 05.- My Zombie Lover (19 nov 1988) 06.- Where Is The Rest of Me? (26 nov 1988) 07.- The Legacy (3 dic 1988) 08.- Sleeping Dragon (10 dic 1988) 09.- Pool Sharks (17 dic 1988) 10.- Pillow Talk (24 dic 1988) 11.- Rouse Him Not (31 dic 1988) 12.- Fools' Gold (21 ene 1989) 13.- Glim-Glim (4 feb 1989) 14.- Parents from Space (11 feb 1989) 15.- The Mother Instinct (18 feb 1989) 16.- Their Divided Self (25 feb 1989) 17.- Taps (4 mar 1989) 18.- The Match Game (15 abr 1989) 19.- Rain Dance (22 abr 1989) 20.- Cocoon (29 abr 1989) 21.- All in a Day's Work (6 may 1989) 22.- Satan in the Suburbs (13 may 1989) 23.- Mannequins of Horror (20 may 1989) 24.- La Strega (27 may 1989) | Temporada 2 25.- The Face (1 oct 1989) 26.- Portrait of the artist (8 oct 1989) 27.- A Bond of Silk (15 oct 1989) 28.- Rerun (22 oct 1989) 29.- Love Hurts (29 oct 1989) 30.- The Farmer's Daughter (5 nov 1989) 31.- Jar (12 nov 1989) 32.- The Demons (19 nov 1989) 33.- Reaper (26 nov 1989) 34.- The Mandrake Root (10 dic 1989) 35.- Half as old as Time (17 dic 1989) 36.- Museum Hearts (7 ene 1990) 37.- Habitat (14 ene 1990) 38.- Bed and Boar (21 ene 1990) 39.- Mr. Swlabr (28 ene 1990) 40.- Perchance to Dream (4 feb 1990) 41.- One Wolf's Family (11 feb 1990) 42.- The offering (18 feb 1990) 43.- Far Below (25 feb 1990) 44.- Micro Minds (4 mar 1990) 45.- Refugee (13 may 1990) 46.- The Gift (20 may 1990) 47.- The Bargain (27 may 1990) 48.- The Family Man (3 jun 1990) | Temporada 3 49.- Stressed Environment (30 sep 1990) 50.- Murray's Monster (30 sep 1990) 51.- Bug House (14 oct 1990) 52.- Cellmates (21 oct 1990) 53.- Outpost (28 oct 1990) 54.- The Hole (4 nov 1990) 55.- Small Blessings (11 nov 1990) 56.- Shave and Haircut, Two Bites (18 nov 1990) 57.- The Young and The Headless (25 nov 1990) 58.- The Waiting Game (9 dic 1990) 59.- Sin-Sop (9 dic 1990) 60.- A New Woman (16 dic 1990) 61.- Malcolm (23 dic 1990) 62.- Household Gods (30 dic 1990) 63.- The Space Eaters (6 ene 1991) 64.- The Waiting Room (13 ene 1991) 65.- Leavings (21 ene 1991) 66.- Desirable alien (27 ene 1991) 67.- A Face for Radio (3 feb 1991) 68.- Werewolf of Hollywood (10 feb 1991) 69.- Talk Nice to Me (17 feb 1991) 70.- Hostile Takeover (24 feb 1991) 71.- The Maker (18 abr 1991) 72.- The Moving Finger (26 abr 1991) |

## Lanzamiento de DVD
El 25 de febrero de 2014, Entertainment One lanzó la serie completa en DVD en la Región 1 por primera vez.